# Discordance Axis
A Discordance Axis amerikai grindcore együttes volt.

## Története
1992-ben alakultak a New Jersey állambeli East Brunswick-ben. Jon Chang és Rob Marton korábban egy Sedition nevű zenekarban játszottak. Kicserélték korábbi dobosukat, Chris Demydenko-t Dave Witte-re, és így megalakult a Discordance Axis. Pályafutásuk alatt 3 nagylemezt jelentettek meg. 2001-ben feloszlottak. Jon Chang és Rob Marton 2019-ben új együttest alapítottak, No One Knows What the Dead Think néven.

## Tagok
- Jon Chang – ének (1992-2001)
- Rob Marton – gitár (1992-2001)
- Dave Witte – dob (1992-2001)
- Steve Procopio – gitár (1997-1998, 2001)
- Rob Proctor – dob (1995)

## Diszkográfia
- Ulterior (1995)
- Jouhou (1997)
- The Inalienable Dreamless (2000)

## Egyéb kiadványok
Split lemezek
- Discordance Axis / Cosmic Hurse (1992)
- Discordance Axis / Hellchild (1993)
- Discordance Axis / Capitalist Casualties (1994)
- Discordance Axis / Def Master (1994)
- Discordance Axis / Melt-Banana (1995)
- Discordance Axis / Plutocracy (1995)
- Necropolitan (1997)
- Discordance Axis / Corrupted / 324 (2001)

Válogatáslemezek
- Original Sound Version 1992-1995 (1998)
- The Inalienable Dreamless Perfect Version Box Set (2000)
- Our Last Day (2005)

Videó albumok
- 7.62mm (1997)
- Pikadourei (2002)